# عالمكير كابير رنا
عالمكير كابير رنا (بالبنغالية: আলমগীর কবির রানা)‏ هو لاعب كرة قدم بنغلاديشي في مركز الوسط، ولد في 7 يونيو 1990 في بنغلاديش. شارك مع منتخب بنغلاديش لكرة القدم. أما مع النوادي، فقد لعب مع نادي شيخ جمال دهانموندي.

## وصلات خارجية
- عالمكير كابير رنا على موقع قاعدة بيانات كرة القدم.إي يو (الإنجليزية)
- عالمكير كابير رنا على موقع ناشيونال فوتبول تيمز (الإنجليزية)
- عالمكير كابير رنا على موقع Soccerway.com (الإنجليزية)
- عالمكير كابير رنا على موقع عالم كرة القدم.نت (الإنجليزية)